# Episodi di Law & Order - I due volti della giustizia (nona stagione)
La nona stagione della serie televisiva Law & Order - I due volti della giustizia, composta da 24 episodi, è stata trasmessa in prima visione, sul canale statunitense NBC, dal 23 settembre 1998 al 26 maggio 1999.
In Italia, è stata trasmessa in prima visione su Rai 2 dal 20 ottobre al 19 novembre 2001.
| nº | Titolo originale    | Titolo italiano                   | Prima TV USA      | Prima TV Italia  |
| -- | ------------------- | --------------------------------- | ----------------- | ---------------- |
| 1  | Cherished           | Bambini in vendita                | 23 settembre 1998 | 20 ottobre 2001  |
| 2  | DWB                 | Omertà                            | 7 ottobre 1998    | 22 ottobre 2001  |
| 3  | Bait                | L'esca                            | 14 ottobre 1998   | 23 ottobre 2001  |
| 4  | Flight              | La fuga                           | 21 ottobre 1998   | 24 ottobre 2001  |
| 5  | Agony               | Serial killer                     | 4 novembre 1998   | 25 ottobre 2001  |
| 6  | Scrambled           | Una faccenda di eredità           | 11 novembre 1998  | 26 ottobre 2001  |
| 7  | Venom               | La scelta di Denny                | 18 novembre 1998  | 27 ottobre 2001  |
| 8  | Punk                | Senza scampo                      | 25 novembre 1998  | 29 ottobre 2001  |
| 9  | True North          | A sangue freddo                   | 9 dicembre 1998   | 30 ottobre 2001  |
| 10 | Hate                | Orgoglio bianco                   | 6 gennaio 1999    | 31 ottobre 2001  |
| 11 | Ramparts            | Segreti di Stato                  | 13 gennaio 1999   | 2 novembre 2001  |
| 12 | Haven               | Uno studente modello              | 10 febbraio 1999  | 3 novembre 2001  |
| 13 | Hunters             | Cacciatori di taglie              | 10 febbraio 1999  | 5 novembre 2001  |
| 14 | Sideshow            | Il caso McBride                   | 17 febbraio 1999  | 6 novembre 2001  |
| 15 | Disciple            | Sorella Rosa                      | 24 febbraio 1999  | 7 novembre 2001  |
| 16 | Harm                | Negligenza criminale              | 3 marzo 1999      | 8 novembre 2001  |
| 17 | Shield              | Unica via d'uscita                | 24 marzo 1999     | 9 novembre 2001  |
| 18 | Juvenile            | I figli di Rebecca                | 14 aprile 1999    | 12 novembre 2001 |
| 19 | Tabula Rasa         | Tabula rasa                       | 20 aprile 1999    | 13 novembre 2001 |
| 20 | Empire              | Per il bene pubblico              | 5 maggio 1999     | 14 novembre 2001 |
| 21 | Ambitious           | Squali                            | 12 maggio 1999    | 15 novembre 2001 |
| 22 | Admissions          | Delitto al campus                 | 19 maggio 1999    | 16 novembre 2001 |
| 23 | Refuge (Part 1 & 2) | Ingranaggio mortale (1 e 2 parte) | 26 maggio 1999    | 17 novembre 2001 |
| 24 | Refuge (Part 1 & 2) | Ingranaggio mortale (1 e 2 parte) | 26 maggio 1999    | 19 novembre 2001 |

## Bambini in vendita
- Titolo originale: Cherised
- Diretto da: Ed Sherin
- Scritto da: Carl Nelson, Scott Tobin e Kathy McCormick

### Trama
Briscoe e Curtis indagano sulla strana morte di una bambina data in adozione. Inizialmente sospettano del fratellino adottivo, che infatti confessa di aver colpito ripetutamente la sorellina alla testa. Ma dall'autopsia emerge che la bambina, quando il fratellino le aveva sbattuto la testa, era già morta per una malattia della quale i genitori adottivi erano all'oscuro di tutto. I detective risalgono ai veri genitori della bambina, che l'avevano rifiutata, nonché al medico che aveva taciuto le sue condizioni di salute per favorirne l'adozione. Ma McCoy (nel frattempo scagionato dalla commissione disciplinare) e la sua nuova assistente Abbie Carmichael sono in contrasto tra loro per determinare chi sia maggiormente responsabile del crimine.
- Nota. Prima apparizione nella serie per Angie Harmon, nel ruolo della nuova viceprocuratrice Abbie Carmichael. L'attrice ricoprirà il ruolo fino alla fine dell'undicesima stagione.
- Nota. Nei titoli di testa, sia l'immagine introduttiva di Benjamin Bratt (alla sua ultima stagione a Law & Order) sia quella di S. Epatha Merkerson sono cambiate: per Bratt è il terzo cambio d'immagine introduttiva della serie mentre per la Merkerson è il secondo cambio d'immagine introduttiva. L'immagine introduttiva della Merkerson trasmessa in questo episodio verrà trasmessa anche per il resto della serie, eccetto per alcuni episodi della diciottesima stagione.
- Nota. In questo episodio Abbie Carmichael afferma: "Non stiamo parlando di una coppia di adolescenti che hanno ucciso il loro bambino per paura", riferendosi all'episodio dell'ottava stagione Una vita rifiutata.

## Omertà
- Titolo originale: DWB
- Diretto da: Constantine Makris
- Scritto da: René Balcer

### Trama
Briscoe e Curtis indagano sull'omicidio di un uomo di colore pestato a morte e sospettano di tre poliziotti bianchi razzisti. Il caso viene reclamato dalla procura federale e, per non perderlo, McCoy si mette contro Schiff e i federali.
- Nota. Questo episodio è ispirato a tre casi accaduti: il primo è su Rodney King, un uomo che il 3 marzo 1991 fu aggredito violentemente dagli agenti della polizia di Los Angeles, durante il suo arresto per eccesso di velocità sulla California State Route 210. Due degli agenti di polizia coinvolti, l'agente Laurence Powell e il sergente Stacey Koon vennero condannati a 30 mesi di reclusione mentre gli altri tre (Timothy Wind, Theodore Briseňo e Rolando Solano) vennero assolti. Il secondo caso invece è su James Byrd Jr., un uomo di colore ucciso a Jasper, in Texas, il 7 giugno 1998; i tre responsabili dell'omicidio Shawn Allen Berry, Lawrence Russell Brewer e John William King furono condannati a pene diverse: Brewer venne condannato a morte e giustiziato il 21 settembre 2011, King venne condannato a morte e giustiziato il 24 aprile 2019 e Berry all'ergastolo senza possibilità di condizionale fino al 2038. Il terzo caso infine è sul muro di gomma, termine usato in gergo per indicare la corruzione delle forze dell'ordine americane.

## L'esca
- Titolo originale: Bait
- Diretto da: Lewis H. Gould
- Scritto da: David Shore e I.C. Rapoport

### Trama
Briscoe e Curtis indagano sull'aggressione di un ragazzo, derubato e lasciato per strada. La vittima afferma di essere stato aggredito da due giovani di colore, ma i detective non gli credono e, poco dopo, la sua amica viene trovata morta. Il ragazzo aggredito è in realtà un informatore di un poliziotto poco scrupoloso, che lo ha usato come esca per catturare uno spacciatore di droga. McCoy incrimina il poliziotto; per farlo usa la testimonianza di Briscoe.
- Nota. Ultima apparizione nella serie per John Fiore, nel ruolo del detective Tony Profaci; la sua scomparsa dalla serie viene spiegata nel film TV Omicidio a Manhattan in cui Profaci si lascia corrompere da un boss mafioso per poter pagare alla moglie una serie di costose cure contro la sterilità.
- Nota. Questo episodio è ispirato al caso di Chad MacDonald, che nel 1998 venne torturato e ucciso in un bosco perché passava alla polizia informazioni riguardo a uno spacciatore di droga; anche la sua fidanzata quindicenne venne quasi uccisa per punire il ragazzo. Il crimine è tuttora irrisolto.
- Nota. Il nome della vittima, Sara Teadsale, è anche il nome di una poetessa americana. Le sue opere erano piuttosto popolari all'inizio del 1900. La morte era un tema importante nelle sue poesie: afflitta da problemi di salute per gran parte della sua vita, morì suicida per un'overdose.

## La fuga
- Titolo originale: Flight
- Diretto da: David Platt
- Scritto da: Richard Sweren e William N. Fordes

### Trama
Briscoe e Curtis indagano sulla strana morte di un bambino, probabilmente ucciso per un'iniezione di un potente batterio. I due inizialmente sospettano di un attacco terroristico; poi gli indizi portano ad un palazzo dove vive una collega del padre del bambino. Briscoe e Curtis scoprono che tra i due colleghi c'era stata una relazione extraconiugale e che avevano truffato la compagnia di assicurazioni per cui lavoravano. L'uomo diviene il principale sospettato dell'omicidio del figlio, ma McCoy e la Carmichael non riescono ad individuare il possibile movente; nel frattempo temono che l'uomo stia tentando una fuga senza possibilità di ritorno.
- Nota. Quando Jack McCoy afferma di essere un "uomo in completo grigio di flanella", è in realtà un'allusione al romanzo e film di Sloan Wilson, The Man in the Grey Flannel Suit, che ha una forte somiglianza con l'episodio.
- Nota. Questo episodio è ispirato al caso di Brian Stewart, un flebotomomista che il 6 febbraio 1992 a St Joseph's Hospital West, nel Lake St. Louis, nel Missouri iniettò a suo figlio Jackson il proprio sangue infetto; l'uomo si dichiarò colpevole di tentato omicidio di primo grado e fu condannato all'ergastolo con la condizionale.

## Serial killer
- Titolo originale: Agony
- Diretto da: Constantine Makris
- Scritto da: Kathy McCormick

### Trama
Briscoe e Curtis indagano sull'omicidio di un postino e del tentato omicidio di una donna, trovata in gravissime condizioni nel suo appartamento, e capiscono che si tratta di un serial killer. L'uomo viene arrestato e per evitare la pena di morte confessa di aver commesso degli altri omicidi. McCoy e Carmichael si trovano però in una situazione complicata, quando capiscono che il serial killer in custodia non ha ucciso il postino e aggredito la donna, e si ingegnano per far passare al criminale il resto della sua vita dietro le sbarre solo per gli omicidi da lui commessi.
- Nota. Questo episodio è ispirato al caso di Ted Bundy, un serial killer che nell'arco di cinque anni, tra il 1974 e il 1978, uccise 30-35 persone. Condannato a morte nel 1979, venne giustiziato tramite sedia elettrica il 24 gennaio 1989.
- Nota. Anche gli episodi Assoluzione e L'avvocato d'ufficio sono ispirati a quel caso.

## Una faccenda di eredità
- Titolo originale: Scrambled
- Diretto da: Martha Mitchell
- Scritto da: Ed Zuckerman, Judith Hooper e Dick Terresi

### Trama
Briscoe e Curtis indagano sull'omicidio di un'impiegata di una clinica per fertilità e la distruzione di alcuni embrioni avvenuti in un centro di fertilità, in seguito all'intrusione di un estraneo. I detective scoprono che il movente dell'omicidio sono degli embrioni distrutti, contesi tra la prima e la seconda moglie di un uomo facoltoso da poco morto precocemente. McCoy e la Carmichael scoprono in realtà che si tratta di una questione ereditaria, perché l'uomo deceduto ha lasciato i suoi averi a tutti i suoi figli, compresi quelli che nasceranno dopo la sua morte.
- Nota. Questo episodio è ispirato al caso di processo del 1998 chiamato "Kass contro Kass".

## La scelta di Denny
- Titolo originale: Venom
- Diretto da: Jace Alexander
- Scritto da: David Shore e I.C. Rapoport

### Trama
Briscoe e Curtis indagano sull'aggressione di una donna e i sospetti si concentrano sul marito della vittima molto più giovane di lei, che ha anche una relazione con un'altra donna più matura. McCoy scopre che in realtà è sua madre e che lo ha costretto a rapporti incestuosi.
- Nota. Questo episodio è ispirato al caso di Sante e Kenneth Kimes, che tra il 1996 e il 1998 uccisero tre persone: Sayed Bilal Ahmed, David Kazdin e Irene Silverman. I due furono accusati di due dei tre omicidi di primo grado: Sante venne condannata a più di 125 anni e morì il 19 maggio 2014, mentre Kenneth fu condannato all'ergastolo.

## Senza scampo
- Titolo originale: Punk
- Diretto da: Matthew Penn
- Scritto da: Richard Sweren e Matt Witten

### Trama
Briscoe e Curtis indagano sull'omicidio di una guardia carceraria di un penitenziario femminile e scoprono un ambiente corrotto, dove le detenute subiscono delle vessazioni da parte delle guardie. La vittima dell'omicidio, in particolare, pareva avere un interesse per una delle detenute, che si trovava in prigione per droga e che era stata incriminata dalla Carmichael. La detenuta confessa di essere stata stuprata dalla vittima, ma la Carmichael è convinta che stia mentendo.
- Nota. Alla fine di questo episodio, la Carmichael rivela che, quando era una matricola, è stata violentata da uno studente di legge di terzo anno.
- Nota. L'attore Bruce Kautzman è stato accreditato come giudice Allan Denham in questo episodio, ma in realtà il nome corretto del suo personaggio è Allen Denham. L'informazione viene rivelata nell'episodio dell'ottava stagione Ombre dove il nome corretto viene riportato nei titoli di testa, nei titoli di coda e sulla targhetta del personaggio.

## A sangue freddo
- Titolo originale: True North
- Diretto da: Arthur W. Forney
- Scritto da: Ed Zuckerman

### Trama
Briscoe e Curtis indagano sul duplice omicidio di un proprietario di un'azienda per computer e di sua figlia, i sospetti cadono sull'amica di famiglia, ma anche lei viene trovata morta assassinata. I sospetti allora cadono sulla moglie dell'uomo ucciso, nonché matrigna della bambina, e scoprono che la donna potrebbe aver fatto uccidere il marito e la figliastra. Per poter ottenere una condanna, McCoy collabora con il governo canadese, che però, risulta contrario alla pena di morte e rifiuta di fornire le prove richieste se la procura di Manhattan non rinuncerà alla pena capitale per la donna, che è di nazionalità canadese. Ma McCoy e la Carmichael non si piegano alla richiesta, e ottengono in altro modo il risultato voluto.
- Nota. Questo episodio è ispirato al caso di Stanley Faulder, un uomo canadese che nel 1975, in Texas, si introdusse in casa di Ines Scarborough Phillips per rapinarla e la uccise. L'uomo, dichiarato colpevole e condannato a morte nel 1977, fu giustiziato tramite iniezione letale il 17 giugno 1999.

## Orgoglio bianco
- Titolo originale: Hate
- Diretto da: Constantine Makris
- Scritto da: René Balcer

### Trama
Briscoe e Curtis indagano sul brutale omicidio di una studentessa bianca che è stata appesa ad un albero, i sospetti si concentrano su un gruppo di giovani neonazisti di cui faceva parte anche la vittima. Anche se sono minorenni, McCoy e la Carmichael cercano di processarli come adulti, ma tentano di far condannare anche l'uomo che, con i suoi discorsi fanatici, ha ispirato il gruppo. Briscoe apprende che l'assassino della figlia è stato trovato morto per overdose.
- Nota. Questo episodio è ispirato a cinque casi avvenuti: il primo è sul Movimento Nazionale Socialista, il secondo è sul caso processuale del 1977 con il Partito Socialista Nazionale d'America contro il paese di Skokie, il terzo è sul caso processuale del 1969 di Branderburg contro l'Ohio, il quarto è sul caso processuale del 1941 con Milk Wagon Driver contro Meadowmoor Latterie Inc. e il quinto è sul dibattito etico sulla ridefinizione dei limiti della libertà sulla parola per prevenire l'incitamento alla violenza.

## Segreti di Stato
- Titolo originale: Ramparts
- Diretto da: Matthew Penn
- Scritto da: Kathy McCormick e Lynne Litt

### Trama
Briscoe e Curtis indagano su alcuni resti umani trovati in una macchina degli anni' 60 nel fiume Hudson, scoprendo che la vittima si fingeva uno studente universitario ebreo che nel' 68 partecipava alla manifestazione del movimento contro la guerra del Vietnam, che in realtà era un agente di sicurezza infiltrato tra i contestatori. I suoi vecchi amici cercano di mantenere il segreto, ma Briscoe e Curtis sospettano di uno di loro, e McCoy e la Carmichael cercano di processarlo.
- Nota. Questo episodio è ispirato a sei casi accaduti: il primo è sullo scandalo Rampart che aveva colpito l'unità Crash, un'unità anti-gang della polizia di Los Angeles tra il 1997 e il 1998, il secondo è su alcuni sospetti verso Donald DeFreeze, accusato di essere un informatore della polizia e dell'FBI, il terzo è su COINTELPRO, un programma di infiltrazione e controspionaggio dell'FBI, il quarto è sul triplice omicidio degli attivisti per i diritti civili del Mississipi, cioè James Earl Chaney, Andrew Goodman e Michael Schwerner, avvenuto nel Mississippi tra il 21 e il 22 giugno 1964, il quinto è sul movimento anti-guerra The Weathers Underground e l'ultimo è sul termine agente provocatore.

## Uno studente modello
- Titolo originale: Haven
- Diretto da: David Platt
- Scritto da: David Shore e I.C. Rapoport

### Trama
Briscoe e Curtis indagano sull'omicidio di un direttore di un centro di recupero per ragazzi problematici, nonché il leader di un gruppo di Harlam. I sospetti cadono su un ragazzo che, grazie alla vittima, era entrato in un'università prestigiosa, ma i sospetti vengono diradati su un'altra persona per evitare di screditare il centro. McCoy e la Carmichael cercano di far condannare il colpevole e, far fronte a una situazione complicata.
- Nota. Nell'episodio si afferma che Jerome Warren andò alla scuola superiore Du Bois, ma a New York non c'è nessuna scuola con quel nome, mentre ce n'è una a Baltimora.

## Cacciatori di taglie
- Titolo originale: Hunters
- Diretto da: Richard Dobbs
- Scritto da: William N. Fordes e Gerry Conway

### Trama
Briscoe e Curtis indagano sull'omicidio di un uomo che aveva dei precedenti per rapina, ma si trovano a fare i conti con cacciatori di taglie privi di scrupoli: anche loro sono alla ricerca dell'assassino, vivo o morto.
- Nota. Questo episodio è ispirato al caso di omicidio di Christopher Foote e Spring Wright, avvenuto nel 1997, nella loro casa in California, da quattro cacciatori di taglie tra cui Michael Sanders, David Brackney e suo figlio Matthew. I tre sono stati condannati a pene diverse con David Brackney e Michael Sanders condannati all'ergastolo senza condizionale e Matthew Brackney a 25 anni di carcere.

## Il caso McBride
- Titolo originale: Sideshow
- Diretto da: Ed Sherin
- Scritto da: René Balcer

### Trama
Briscoe e Curtis indagano sull'omicidio di una donna originaria di Baltimora, ma c'è la possibilità che la donna sia stata uccisa a Baltimora, quindi i due si ritrovano a collaborare con i colleghi di Baltimora, e dopo aver trovato la responsabile dell'omicidio, McCoy ha difficoltà a difendere una sua testimone, e per di più un giudice mette in discussione la sua professionalità.
- Nota. Questo episodio inizia un crossover con Homicide: Life on the Street, che si conclude nell'episodio Scandalo alla casa bianca.
- Nota. Questo episodio è ispirato allo scandalo sessuale del 1998 che coinvolse l'allora Presidente degli Stati Uniti Bill Clinton e Monica Levinsky.

## Sorella Rosa
- Titolo originale: Disciple
- Diretto da: Martha Mitchell
- Scritto da: Kathy McCormick, Lynne Litt e Richard Sweren

### Trama
Briscoe e Curtis indagano sulla morte di una ragazza avvenuta nella sala d'attesa di un pronto soccorso e ne rintracciano i genitori, i quali sostengono che se n'era andata di casa. In realtà, la ragazza era iperattiva e la madre, non riuscendo a frenarla, si era rivolta a un'ex suora per farla esorcizzare. McCoy e la Carmichael cercano di incriminare l'ex suora per omicidio.
- Guest star: Frances Conroy (suor Rosa).

- Nota. Questo episodio è ispirato al caso di Charity Miranda, che nel 1998 fu trovata morta in casa sua in fondo alle scale, dopo essere stata soffocata durante un rituale di esorcismo; sua madre Vivian e sua sorella Serena si dichiararono colpevoli di omicidio di primo grado e furono condannate all'ergastolo con la condizionale.
- Nota. Qui si viene a sapere che McCoy lavora ai casi da quasi 25 anni.

## Negligenza criminale
- Titolo originale: Harm
- Diretto da: Richard Dobbs
- Scritto da: René Balcer e Eddie Feldman

### Trama
Briscoe e Curtis indagano sull'aggressione di un avvocato divorzista, che portano ad indagare su un divorzio complicato e, successivamente, su uno studio medico poco professionale. I due scoprono che uno dei soci dello studio ha operato una donna con l'ausilio di una macchina sperimentale attivata da una rappresentante di una ditta fabbricante, causando la morte di una paziente. McCoy e la Carmichael cercano di capire come è morta la donna.
- Nota. Questo episodio è ispirato al caso di malasanità che riguarda Lisa Smart, che nel 1997 morì dopo un intervento chirurgico per la rimozione di un fibroma all'utero; fu intentato un processo di omicidio per negligenza, ma i medici che l'operarono vennero assolti.

## Unica via d'uscita
- Titolo originale: Shield
- Diretto da: Stephen Wertimer
- Scritto da: David Shore, I.C. Rapoport e René Balcer

### Trama
Briscoe e Curtis indagano sull'omicidio di un poliziotto, avvenuto mentre il suo collega si era allontanato, sospettando della compagna della vittima, anche lei poliziotto. McCoy e la Carmichael scoprono che la donna era stata maltrattata brutalmente dalla vittima, ma a ucciderla non è stata lei.
- Guest star: Jenny Bacon (Marissa Hastings).

## I figli di Rebecca
- Titolo originale: Juvenile
- Diretto da: Lewis H. Gould
- Scritto da: Richard Sweren e Lynne Litt

### Trama
Briscoe e Curtis indagano sulla brutale aggressione di una giornalista di cronaca nera, e scoprono che stava scrivendo l'articolo su un caso di omicidio avvenuto 20 anni prima. Dopo aver riaperto il caso, McCoy e la Carmichael scoprono che l'uomo condannato per omicidio era innocente, e che la figlia della donna, all'epoca minorenne, è la vera responsabile dell'omicidio.
- Guest star: Marsha Dietlein (Nicole Hampton), Frank Vincent (John Franchetta).

- Nota. Alla fine di questo episodio compare una scheda di testo, in cui si spiega che Andrew Hampton sta scontando la pena al Clinton Correctional Facilty, mentre la sorella Nicole è stata assolta dall'accusa di omicidio.
- Nota. Questo episodio è ispirato al caso che riguarda Stephen Glass, che nel 1996 fu vittima dello scandalo The New Republic e che cadde in disgrazia in seguito agli scoop giornalistici.

## Tabula rasa
- Titolo originale: Tabula Rasa
- Diretto da: Richard Dobbs
- Scritto da: Kathy McCormick e William N. Fordes

### Trama
Briscoe e Curtis indagano sull'omicidio di una professoressa universitaria di filosofia, cercando di capire il movente dell'assassino. I sospetti cadono su un uomo che aveva sottratto alla sua ex moglie le sue due figlie e poi aveva cambiato la propria identità, soggiogando le figlie per controllarle e condizionarle. McCoy e la Carmichael lo processano.
- Guest star: Jay O. Sanders (Nick Taska/Bill Felton).

- Nota. In questo episodio Jay O. Sanders appare nel ruolo dell'assassino di un'insegnante universitaria; l'attore ritornerà nella serie come avvocato difensore di un imputato in un episodio della tredicesima stagione, e poi interpreterà il ruolo del capitano Jospeh Hannah nell'ultima stagione del secondo spin-off della serie Law & Order: Criminal Intent, anche se Sanders era già apparso nel primo episodio della seconda stagione della stessa serie L'imbalsamatore nel ruolo di Harry Rowan, sicario dei Masucci.
- Nota. Questo episodio è ispirato al caso di rapimento di Rachel e Lisa Martin avvenuto nel 1979 da parte del loro padre Stephen Fagan.

## Per il bene pubblico
- Titolo originale: Empire
- Diretto da: Matthew Penn
- Scritto da: René Balcer e Robert Palm

### Trama
Briscoe e Curtis indagano sulla morte di un uomo d'affari, deceduto per un infarto mentre si trovava al bar. I poliziotti scoprono che l'infarto è stato provocato dall'ingestione di uno stimolante, fatale per i malati di cuore, e iniziano a sospettare che si tratti di omicidio. I sospetti cadono su un magnate, la cui attività era messa in pericolo dall'uomo. Ma al centro della vicenda c'è l'amante della vittima, che ha concretamente somministrato lo stimolante, mossa da una smisurata ambizione. Per salvarsi, la donna organizza un incontro con Curtis.
- Special guest star: Julia Roberts (Katrina Ludlow).

- Nota. Questo è il duecentesimo episodio della serie.
- Nota. Nella scena in cui Curtis e la Ludlow sono nella stanza d'albergo, la maglietta nera di Julia Roberts si sposta di tanto in tanto.
- Nota. Questo episodio è ispirato alle argomentazioni del sindaco di New York Rudy Giuliani, del magnate Donald Trump e dell'uomo d'affari George Steinbrenner per costruire un nuovo stadio.

## Squali
- Titolo originale: Ambitious
- Diretto da: Christopher Misiano
- Scritto da: Richard Sweren e Barry M. Schkolnick

### Trama
Briscoe e Curtis indagano sull'omicidio di un commerciante avvenuto durante un'apparente rapina, ma scoprono che la vittima smerciava oggetti rubati e che era coinvolta una famiglia mafiosa, infatti, sospettano proprio del figlio di un boss mafioso, nel frattempo condannato all'ergastolo. Ma per ottenere la condanna, McCoy e la Carmichael devono convincere i proprietari di un club a testimoniare, cercando di assicurare la loro incolumità.
- Guest star: Jeremy Davidson (John Russo).

- Nota. Questo episodio è ispirato al caso di John A. Gotti, figlio di John Gotti, che nel 1997 fu arrestato per racket mafioso.
- Nota. In questo episodio appare il figlio di Jerry Orbach, Chris, che interpreta il dipendente di una pizzeria.

## Delitto al campus
- Titolo originale: Admission
- Diretto da: Jace Alexander
- Scritto da: William N. Fordes, Lynne Litt e Kathy McCormick

### Trama
Briscoe e Curtis indagano sull'omicidio di una studentessa di matematica, accoltellata nel cortile del Campus. I sospettati sono tre: un uomo che aveva aggredito altre donne, un insegnante al quale la ragazza aveva contestato un progetto e un altro studente (padre del bambino che la vittima portava in grembo) che però ha un alibi confermato da un suo amico.
- Guest star: Kurt Deutsch (Peter Kelly), Christopher Gartin (Dennis Michaels).

- Nota. Questo episodio è ispirato al caso di omicidio di una bambina di 7 anni, Sherrice Iverson, trovata morta in una stanza d'albergo al Primm Valley Resort and Casino a Primm, comunità non incorporata della contea di Clark, in Nevada. Il responsabile dell'omicidio Jeremy Strohmeyer fu condannato a quattro ergastoli consecutivi senza condizionale, dopo che si dichiarò colpevole di tutte le accuse.

## Ingranaggio mortale (prima e seconda parte)
- Titolo originale: Refuge (Part 1 & 2)
- Diretto da: Constantine Makris
- Scritto da: René Balcer

### Trama
Una scena del crimine in cui vengono trovati morti sia la vittima che l'autore del reato (ucciso dalla polizia) conduce investigatori e avvocati da un testimone di 10 anni, traumatizzato per quello che ha visto e riluttante a testimoniare. La squadra scopre di avere a che fare con una pericolosa rete criminale che coinvolge la spietata mafia russa. McCoy deve collegare gli imputati che fanno parte della mafia russa a un'operazione di riciclaggio di denaro prima che le prove vitali vengano distrutte e che eventuali altri testimoni vengano trovati morti, ma un'amica della Carmichael, Antonella Ricci detto "Tonia" viene uccisa insieme alla madre di una testimone. Dopo aver risolto il caso, Curtis decide di dimettersi per stare vicino alla moglie Deborah, ammalata gravemente di sclerosi multipla. 
- Guest star: Jenna Stern (A.D.A. Antonella Tonia Ricci - non accreditata), Olek Krupa (Constantin Volsky), James Waterston (dottor Shimo).

- Nota. Questo è stato l'ultimo episodio in cui la serie non aveva ancora uno spin-off, e anche l'ultimo con Benjamin Bratt, nel ruolo di Rey Curtis; Bratt tornerà come guest star soltanto nell'episodio della ventesima stagione Sotto pressione.
- Nota. James Waterston è in realtà il figlio di Sam Waterston, l'attore che interpreta McCoy.
- Nota. Il personaggio di Michael Mulheren viene chiamato erroneamente Sheldon Taylor all'interno di una scritta introduttiva a una scena. Il vero nome del personaggio era infatti Harrison Taylor.
- Nota. In una scena, un cameraman può essere visto nell'immagine di sfondo.
- Nota. Questo episodio è ispirato al caso di truffa da parte della mafia russa, tra gli anni' 80 e '90 tra l'Aeroporto Internazionale John F. Kennedy e Mosca.